# أوسكار فولتون
أوسكار فولتون هو سياسي كندي، ولد في 22 مارس 1843، وتوفي في 22 نوفمبر 1907. انتخب عضو مجلس العموم الكندي.